# Jlloyd Samuel
Jlloyd Tafari Samuel (San Fernando, 29 maart 1981 - High Legh, 15 mei 2018) was een betaald voetballer uit Trinidad en Tobago. Hij werd bekend als veelzijdig verdediger van Aston Villa en Bolton Wanderers in de Premier League. Samuel overleed op 37-jarige leeftijd bij een auto-ongeluk.
Samuel kon zowel centraal, rechts als links in de defensie worden ingezet, wat van hem een zeer nuttige pion maakte. Op deze manier wist hij door te breken bij Aston Villa vanaf de jaren 2000. In de jeugd speelde hij voor de nationale ploeg van Engeland, maar later koos hij voor Trinidad en Tobago. Hij was een 2-voudig international.

## Carrière
Samuel begon zijn carrière als verdediger bij Aston Villa in de Premier League, waar hij achterin voornamelijk de blessurelast moest opvangen veroorzaakt door spelers als Mark Delaney of aanvoerder Gareth Southgate. Ten gevolge van een blessure bij die laatste maakte Samuel zijn competitiedebuut op 25 maart 2000 tegen Derby County. Aston Villa won met 2-0. Samuel bleef negentig minuten aan de bank gekluisterd in de finale van de FA Cup van 2000. Aston Villa verloor van Chelsea met 1-0 na een doelpunt van Roberto Di Matteo. Samuel werd uitgeleend aan Gillingham gedurende het seizoen 2001/2002. Samuel miste vervolgens geen minuut van het seizoen 2003/2004, waarin Aston Villa zesde werd onder David O'Leary. Hij speelde 169 competitiewedstrijden voor Villa waarin hij tweemaal scoorde. Hij verhuisde naar Premier League-club Bolton Wanderers in 2007, waar hij 71 keer meespeelde zonder te scoren. Gedurende zijn laatste seizoen in het Reebok Stadium, 2010/2011, werd hij verhuurd aan tweedeklasser Cardiff City. Hij speelde meer dan 200 wedstrijden in de Premier League. Na meer dan tien seizoenen in Engeland koos hij voor een avontuur in de Iraanse hoogste klasse bij Esteghlal, waar hij vier keer scoorde. Na drie seizoenen trok hij naar Paykan, net als Esteghlal een club uit de Iraanse hoofdstad Teheran.

## Overlijden
Samuel was terug in Engeland sinds 2017 en speelde voor amateurclub Egerton toen hij op 37-jarige leeftijd overleed bij een verkeersongeluk waarbij zijn wagen uitbrandde. Leslie-Ann, de zus van Samuel, beschuldigde zijn vrouw een jaar na zijn overlijden van het in scène zetten van zijn dood en geloofde dat haar broer nog in leven zou zijn. Ze liet een onderzoek opstarten om te bewijzen dat de persoon in de wagen niet haar broer was. Samuels familieleden hebben voorgesteld aan lijkschouwers om  een DNA-onderzoek op resten te laten uitvoeren, maar het lichaam van de voetballer was "te verbrand" waardoor onderzoek niet meer mogelijk was.

## Erelijst
| Competitie         |             |             |
| Competitie         | Aantal      | Jaren       |
| Aston Villa        | Aston Villa | Aston Villa |
| ------------------ | ----------- | ----------- |
| UEFA Intertoto Cup | 1×          | 2001        |